# Phyllodon
Phyllodon là một chi rêu trong họ Hypnaceae.